# خرابات، کابل
خرابات (به لاتین: Kharabat) یک منطقهٔ مسکونی در افغانستان است که در ولایت کابل واقع شده‌است.